# Europapokal der Landesmeister 1980/81
Der Europapokal der Landesmeister 1980/81 war die 26. Auflage des Wettbewerbs. 33 Klubmannschaften nahmen teil, darunter 32 Landesmeister der vorangegangenen Saison und mit Nottingham Forest der Titelverteidiger. Das Prinzenpark in Paris war am 27. Mai 1981 Schauplatz des Finales.

## Modus
Die Teilnehmer spielten im reinen Pokalmodus mit (bis auf das Finale) Hin- und Rückspielen um die Krone des europäischen Vereinsfußballs. Bei Torgleichstand zählte zunächst die größere Zahl der auswärts erzielten Tore; gab es auch hierbei einen Gleichstand, wurde das Rückspiel verlängert und ggf. sofort anschließend ein Elfmeterschießen zur Entscheidung ausgetragen.

## Vorrunde
Das Hinspiel fand am 16. August, das Rückspiel am 3. September 1980 statt.
|                 | Gesamt |             | Hinspiel | Rückspiel |
| --------------- | ------ | ----------- | -------- | --------- |
| Honvéd Budapest | 11:00  | FC Valletta | 8:0      | 3:0       |

## 1. Runde
Die Hinspiele fanden am 16./17.(Belfast vs. Nantes) September, die Rückspiele am 1. Oktober 1980 statt.
|                   | Gesamt |                          | Hinspiel | Rückspiel |
| ----------------- | ------ | ------------------------ | -------- | --------- |
| Linfield FC       | 0:3    | FC Nantes                | 00:1 1   | 0:2       |
| ZSKA Sofia        | 2:0    | Nottingham Forest        | 1:0      | 1:0       |
| Olympiakos Piräus | 2:7    | FC Bayern München        | 2:4      | 0:3       |
| Limerick FC       | 2:7    | Real Madrid              | 1:2      | 1:5       |
| Oulun Palloseura  | 02:11  | FC Liverpool             | 1:1      | 1:10      |
| KS Dinamo Tirana  | 0:3    | Ajax Amsterdam           | 0:2      | 0:1       |
| BFC Dynamo        | 4:2    | APOEL Nikosia            | 3:0      | 1:2       |
| FC Aberdeen       | 1:0    | FK Austria Wien          | 1:0      | 0:0       |
| Trabzonspor       | 2:4    | Szombierki Bytom         | 2:1      | 0:3       |
| Halmstads BK      | 2:3    | Esbjerg fB               | 0:0      | 2:3       |
| ÍBV Vestmannaeyja | 1:2    | TJ Baník Ostrava OKD     | 1:1      | 0:1       |
| Jeunesse Esch     | 0:9    | Spartak Moskau           | 0:5      | 0:4       |
| Viking Stavanger  | 3:7    | Roter Stern Belgrad      | 2:3      | 1:4       |
| Inter Mailand     | 3:1    | CS Universitatea Craiova | 2:0      | 1:1       |
| Sporting Lissabon | 0:3    | Honvéd Budapest          | 0:2      | 0:1       |
| FC Brügge         | 1:5    | FC Basel                 | 0:1      | 1:4       |

## 2. Runde
Die Hinspiele fanden am 22. Oktober, die Rückspiele am 5. November 1980 statt.
|                      | Gesamt    |                     | Hinspiel | Rückspiel |
| -------------------- | --------- | ------------------- | -------- | --------- |
| Real Madrid          | 3:0       | Honvéd Budapest     | 1:0      | 2:0       |
| FC Aberdeen          | 0:5       | FC Liverpool        | 0:1      | 0:4       |
| TJ Baník Ostrava OKD | (a)1:1(a) | BFC Dynamo          | 0:0      | 1:1       |
| FC Nantes            | 2:3       | Inter Mailand       | 1:2      | 1:1       |
| ZSKA Sofia           | 5:0       | Szombierki Bytom    | 4:0      | 01:0 2    |
| FC Bayern München    | 6:3       | Ajax Amsterdam      | 5:1      | 1:2       |
| FC Basel             | 1:2       | Roter Stern Belgrad | 1:0      | 0:2       |
| Spartak Moskau       | 3:2       | Esbjerg fB          | 3:0      | 0:2       |

## Viertelfinale
Die Hinspiele fanden am 4., die Rückspiele am 18. März 1981 statt.
|                   | Gesamt |                      | Hinspiel | Rückspiel |
| ----------------- | ------ | -------------------- | -------- | --------- |
| FC Bayern München | 6:2    | TJ Baník Ostrava OKD | 2:0      | 4:2       |
| Inter Mailand     | 2:1    | Roter Stern Belgrad  | 1:1      | 1:0       |
| FC Liverpool      | 6:1    | ZSKA Sofia           | 5:1      | 1:0       |
| Spartak Moskau    | 0:2    | Real Madrid          | 00:0 3   | 0:2       |

## Halbfinale
Die Hinspiele fanden am 8., die Rückspiele am 22. April 1981 statt.
|              | Gesamt    |                   | Hinspiel | Rückspiel |
| ------------ | --------- | ----------------- | -------- | --------- |
| FC Liverpool | (a)1:1(a) | FC Bayern München | 0:0      | 1:1       |
| Real Madrid  | 2:1       | Inter Mailand     | 2:0      | 0:1       |

## Finale
| FC Liverpool                             | FC Liverpool | Real Madrid | Real Madrid |
| ---------------------------------------- | --- | --- | ----------- |
| FC Liverpool                             | \| 27. Mai 1981 in Paris (Prinzenpark) \| \| Ergebnis: 1:0 (0:0) \| \| Zuschauer: 48.360 \| \| Schiedsrichter: Károly Palotai ( Ungarn) \|                                                              | \| 27. Mai 1981 in Paris (Prinzenpark) \| \| Ergebnis: 1:0 (0:0) \| \| Zuschauer: 48.360 \| \| Schiedsrichter: Károly Palotai ( Ungarn) \| | Real Madrid |
| FC Liverpool                             | Ray Clemence – Phil Neal, Phil Thompson , Alan Hansen, Alan Kennedy – Terry McDermott, Graeme Souness, Sammy Lee, Ray Kennedy – David Johnson, Kenny Dalglish (87. Jimmy Case) Cheftrainer: Bob Paisley | Agustín Rodríguez – Rafael García Cortés (87. Francisco Pineda), Antonio García Navajas, Andrés Sabido – Ángel, José Antonio Camacho, Uli Stielike, Vicente del Bosque – Juanito, Santillana , Laurie Cunningham Cheftrainer: Vujadin Boškov ( Jugoslawien) | Real Madrid |
| FC Liverpool                             | 1:0 Alan Kennedy (82.) | | Real Madrid |
| FC Liverpool                             | Alan Kennedy | Uli Stielike | Real Madrid |
| 27. Mai 1981 in Paris (Prinzenpark)      | | |             |
| Ergebnis: 1:0 (0:0)                      | | |             |
| Zuschauer: 48.360                        | | |             |
| Schiedsrichter: Károly Palotai ( Ungarn) | | |             |

## Beste Torschützen
| Rang | Spieler               | Klub              | Tore |
| ---- | --------------------- | ----------------- | ---- |
| 1    | Terry McDermott       | FC Liverpool      | 6    |
|      | Graeme Souness        | FC Liverpool      | 6    |
|      | Karl-Heinz Rummenigge | FC Bayern München | 6    |
| 4    | Zwetan Jontschew      | ZSKA Sofia        | 5    |
| 5    | Alessandro Altobelli  | Inter Mailand     | 4    |
|      | Juri Gawrilow         | Spartak Moskau    | 4    |
|      | Dieter Hoeneß         | FC Bayern München | 4    |
|      | Santillana            | Real Madrid       | 4    |

## Eingesetzte Spieler FC Liverpool
| FC Liverpool | FC Liverpool |
| ------------ | --- |
| FC Liverpool | - Tor: Ray Clemence (9/-) - Abwehr: Alan Hansen (9/1); Phil Neal (9/1); Phil Thompson (7/-); Alan Kennedy (6/1); Avi Cohen (3/-); Colin Irwin (3/-); Richard Money (1/-) - Mittelfeld: Ray Kennedy (9/2); Sammy Lee (9/2); Terry McDermott (8/6); Graeme Souness (8/6); Jimmy Case (5/-); Steve Heighway (3/-) - Angriff: Kenny Dalglish (9/1); David Johnson (5/1); David Fairclough (2/2); Howard Gayle (1/-); Ian Rush (1/-) - Trainer: Bob Paisley |